# Tony Windis
Anthony John Windis, detto Tony (New York, 27 gennaio 1933 – Laramie, 14 maggio 2024), è stato un cestista statunitense, professionista nella NBA.

## Carriera
Venne selezionato dai Detroit Pistons al quinto giro del Draft NBA 1959 (32ª scelta assoluta).